# Théâtre antique de Marseille
Le théâtre antique de Marseille est un édifice de spectacles situé dans le quartier de l’Hôtel de ville.
Il a été construit à l'époque augustéenne, dans un style architectural proche de celui des théâtres grecs antiques, dont il adopte plusieurs caractéristiques. Il est large d'environ 115 m. Ses vestiges, très partiels et enfouis sous le collège Vieux-Port, sont classés monuments historiques depuis 1966.

## Localisation

Localisation du théâtre.

Dans la Marseille antique, le théâtre est situé à la pointe sud-ouest de la cité. Il est adossé à la butte Saint-Laurent et sa cavea semble orientée en direction de l'est ou de l'est-sud-est. Grâce à cette opportunité topographique, le théâtre est conforme aux recommandations de Vitruve qui préconise d'éviter les orientations plein sud.
Dans la ville moderne, le théâtre est situé dans le 2e arrondissement de Marseille, ses vestiges étant en grande partie enfouis sous les bâtiments et la cour du collège Vieux-Port dans le quartier du Panier.

## Historique des recherches
| Image externe |                                              |
|               | Les fouilles de 2005 sur le site de l'Inrap. |

Les premiers vestiges du théâtre ont été découverts à la faveur de sondages réalisés en 1945 au début des travaux de reconstruction du quartier du Vieux-Port détruit par les Allemands en février 1943. Les fouilles réalisées en 1946, 1948, puis en 1961-1964 ont mis au jour des éléments constitutifs de la cavea et de l'orchestra. En 2000, des fouilles ont été effectuées à l'emplacement présumé du bâtiment de scène, ainsi qu'en 2005 dans l'angle sud-est de la cavea. Le recoupement de ces études permet d'évaluer l'emprise du théâtre, d'en proposer un schéma architectural global et d'affiner sa datation.
Les vestiges font l’objet d’un classement au titre des monuments historiques depuis le 3 novembre 1966.

## Architecture et datation

### Description partielle
Toutes les pierres retrouvées lors des fouilles, que ce soient des blocs, des sièges, des marches d'escalier ou des déchets de taille sont constituées de calcaire rose extrait des carrières de La Couronne à Martigues. Aucune maçonnerie liée au mortier n'est recensée.
Les vestiges retrouvés sont rares. Plusieurs hypothèses de restitution sont proposées, selon le développement de la cavea, depuis le demi-cercle incomplet jusqu'à l'arc nettement outrepassé. L'hypothèse la plus volontiers retenue par les fouilleurs est celle d'un théâtre dont la cavea occupe un demi-cercle presque parfait.
La cavea du théâtre mesure environ 115 m de diamètre pour une orchestra large de 19,5 m. Les gradins sont taillés dans le substrat marneux de la butte Saint-Laurent et les dalles faisant office de sièges sont posées sur ces terrasses selon une pente, pour les éléments disponibles, d'environ 25°. Les dalles constituant les sièges servent à la fois d'assise et de repose-pieds pour les spectateurs du gradin supérieur. Gradins et orchestra ne sont pas séparés par un mur de podium.
L'orchestra paraît recouverte de dalles de marbre multicolore reposant sur un lit de déchets de tailles de calcaire rose ; au préalable, le sol naturel, en dépression, a été remblayé et nivelé.
La largeur du bâtiment de scène, inférieure à celle de la cavea, semble comprise entre 54 et 66 m ; sa profondeur, qui ne peut être mesurée, semble assez faible.

### Construction romaine de style grec
Les fouilles des années 1960 et antérieures suggèrent une construction du théâtre sous le règne de Claude ou de Néron, mais les études des années 2000 font remonter la date de son édification à l'époque augustéenne, soit entre 14 av. J.-C. et 27 apr. J.-C..
S'il s'agit bien d'un monument construit à l'époque romaine, son architecture emprunte plusieurs traits aux théâtre grecs antiques, ce qui le différencie de la plupart des édifices de spectacles construits en Occident sous le Haut-Empire romain. Sa cavea présente une disposition caractéristique des sièges et elle est divisée en cinq secteurs ou cunei. Son orchestra est de dimensions assez réduites, même si elle est comparable à celle des théâtres d'Orange ou d'Arles. Son bâtiment de scène est d'une largeur inférieure à celle de la cavea.
Un dépotoir recouvrant le site suggère un abandon du théâtre au IVe ou Ve siècle.